# 龍興寺 (白河市)
龍興寺（りゅうこうじ）は、福島県白河市にある黄檗宗の寺院。福島県内に唯一存在する黄檗宗の寺院である。

## 概要
前身は、徳川家家臣の猛将として知られる本多忠勝の孫である白河藩主本多忠義が明暦三年（1657）に建立した弁才天を安置する堂宇。これを本多氏と関わりのあった黄檗宗の僧が管理したことで、黄檗宗になったと伝えられている。
1692年から1742年にかけて入封した白河藩主松平（越前松平）家の帰依も受けた。その後、松平定信の養祖父でもある松平定賢（藩主在職：1742～1770）から「龍興寺」の寺号を与えられて現在に至っている。

## 文化財
- 木造釈迦如来坐像(元禄時代)
- 久松松平家家老服部半蔵の墓
- 戊辰戦争戦死者の墓（会津藩士・東軍合葬）

## 現地情報
所在地
- 福島県白河市向新蔵131

交通アクセス
- 東日本旅客鉄道（JR東日本）東北本線白河駅（徒歩約15分）

周辺
- 白河小峰城